# 17 août aux Jeux olympiques d'été de 2016
Le mercredi 17 août aux Jeux olympiques d'été de 2016 est le quinzième jour de compétition.

## Faits marquants
En lutte libre, la japonaise Kaori Icho remporte sa quatrième médaille d'or consécutive en autant de participations aux Jeux, devenant ainsi la première femme a réaliser un tel exploit.

## Programme
| Heure UTC-3 (Rio de Janeiro)                  |               |
| bleu                                          | Cérémonie     |
| neutre                                        | Épreuve       |
| or                                            | Finale        |
| orange                                        | Petite finale |
| rose                                          | Reporté       |
| gris                                          | Annulé        |
| Compétition masculine                         | Hommes        |
| Compétition féminine                          | Femmes        |
| Compétition mixte (hommes et femmes mélangés) | Mixte         |
| Compétition en couple (1 homme et 1 femme)    | Couple        |
| modifier                                      |               |

| Horaire | Discipline Spécialité | Discipline Spécialité                           | Discipline Spécialité                         | Phase                     | Résultats                                                                  | Références |
| ------- | --------------------- | ----------------------------------------------- | --------------------------------------------- | ------------------------- | -------------------------------------------------------------------------- | ---------- |
| 7 h 30  |                       | Golf Parcours féminin                           | Compétition femmes                            | Tour 1                    | -                                                                          | -          |
| 8 h 30  |                       | Badminton Simple                                | Compétition hommes                            | Quarts de finale          | -                                                                          |            |
| 8 h 30  |                       | Badminton Double mixte                          | Compétition mixte (hommes et femmes ensemble) | Finale                    | Liliyana Natsir / Tontowi Ahmad 21-14, 21-12 Chan Peng Soon / Goh Liu Ying |            |
| 9 h     |                       | Canoë-kayak (course en ligne) C1 - 200 mètres   | Compétition hommes                            | Séries                    | -                                                                          | -          |
| 9 h     |                       | Canoë-kayak (course en ligne) C1 - 200 mètres   | Compétition hommes                            | Demi-finales              | -                                                                          | -          |
| 9 h     |                       | Canoë-kayak (course en ligne) K2 - 200 mètres   | Compétition hommes                            | Séries                    | -                                                                          | -          |
| 9 h     |                       | Canoë-kayak (course en ligne) K2 - 200 mètres   | Compétition hommes                            | Demi-finales              | -                                                                          | -          |
| 9 h     |                       | Canoë-kayak (course en ligne) K2 - 1 000 mètres | Compétition hommes                            | Séries                    | -                                                                          | -          |
| 9 h     |                       | Canoë-kayak (course en ligne) K2 - 1 000 mètres | Compétition hommes                            | Demi-finales              | -                                                                          | -          |
| 9 h     |                       | Canoë-kayak (course en ligne) K1 - 500 mètres   | Compétition femmes                            | Séries                    | -                                                                          | -          |
| 9 h     |                       | Canoë-kayak (course en ligne) K1 - 500 mètres   | Compétition femmes                            | Demi-finales              | -                                                                          | -          |
| 9 h     |                       | Taekwondo Poids mouches (-49 kg)                | Compétition femmes                            | Huitièmes de finale       | -                                                                          | -          |
| 9 h 15  |                       | Taekwondo Poids mouches (-58 kg)                | Compétition hommes                            | Huitièmes de finale       | -                                                                          | -          |
| 9 h 30  |                       | Athlétisme Décathlon                            | Compétition hommes                            | 100 mètres                | -                                                                          | -          |
| 9 h 40  |                       | Athlétisme Lancer du marteau                    | Compétition hommes                            | Qualifications (groupe A) | -                                                                          | -          |
| 10 h    |                       | Handball Tournoi masculin                       | Compétition hommes                            | Quart de finale           | France 34-27 Brésil                                                        |            |
| 10 h    |                       | Lutte Lutte libre (-48 kg)                      | Compétition femmes                            | Tours éliminatoires       | -                                                                          | -          |
| 10 h    |                       | Lutte Lutte libre (-58 kg)                      | Compétition femmes                            | Tours éliminatoires       | -                                                                          | -          |
| 10 h    |                       | Lutte Lutte libre (-69 kg)                      | Compétition femmes                            | Tours éliminatoires       | -                                                                          | -          |
| 10 h    |                       | Volley-ball Tournoi masculin                    | Compétition hommes                            | Quart de finale           | Canada 0-3 Russie                                                          |            |
| 10 h 5  |                       | Athlétisme 5 000 mètres                         | Compétition hommes                            | 1er tour                  | -                                                                          | -          |
| 10 h 35 |                       | Athlétisme Décathlon                            | Compétition hommes                            | Saut en longueur          | -                                                                          | -          |
| 10 h 55 |                       | Athlétisme 800 mètres                           | Compétition femmes                            | 1er tour                  | -                                                                          | -          |
| 11 h    |                       | Basket-ball Tournoi masculin                    | Compétition hommes                            | Quart de finale           | Australie 90-64 Lituanie                                                   |            |
| 11 h    |                       | Tennis de table Par équipes                     | Compétition hommes                            | Petite finale             | Corée du Sud 1-3 Corée du Nord                                             |            |
| 11 h 5  |                       | Athlétisme Lancer du marteau                    | Compétition hommes                            | Qualifications (groupe B) | -                                                                          | -          |
| 11 h 50 |                       | Athlétisme 3 000 mètres steeple                 | Compétition hommes                            | Finale                    | Conseslus Kipruto · Evan Jager · Mahiedine Mekhissi-Benabbad               |            |
| 12 h    |                       | Hockey sur gazon Tournoi féminin                | Compétition femmes                            | Demi-finale               | Pays-Bas 1-1 a.p. (4-3 p.s.o.) Allemagne                                   |            |
| 12 h 15 |                       | Athlétisme Décathlon                            | Compétition hommes                            | Lancer du poids           | -                                                                          | -          |
| 12 h 20 |                       | Water-polo Tournoi féminin                      | Compétition femmes                            | Demi-finale               | Italie 9-12 Russie                                                         |            |
| 13 h    |                       | Football Tournoi masculin                       | Compétition hommes                            | Demi-finale               | Brésil 6-0 Honduras                                                        |            |
| 13 h    |                       | Voile 470                                       | Compétition hommes                            | Reporté                   | -                                                                          | -          |
| 13 h    |                       | Voile 470                                       | Compétition femmes                            | Reporté                   | -                                                                          | -          |
| 13 h 30 |                       | BMX Course féminine                             | Compétition femmes                            | Tour préliminaire         | -                                                                          | -          |
| 13 h 30 |                       | Handball Tournoi masculin                       | Compétition hommes                            | Quart de finale           | Allemagne 34-22 Qatar                                                      |            |
| 14 h    |                       | Boxe Poids légers (−60 kg)                      | Compétition femmes                            | Demi-finale               | -                                                                          |            |
| 14 h    |                       | Boxe Poids moyens (−75 kg)                      | Compétition femmes                            | Quart de finale           | -                                                                          |            |
| 14 h    |                       | Boxe Poids mouches (−52 kg)                     | Compétition hommes                            | Quart de finale           | -                                                                          |            |
| 14 h    |                       | Boxe Poids welters (−69 kg)                     | Compétition hommes                            | Phase préliminaire        | -                                                                          |            |
| 14 h    |                       | Volley-ball Tournoi masculin                    | Compétition hommes                            | Quart de finale           | États-Unis 3-0 Pologne                                                     |            |
| 14 h 30 |                       | Basket-ball Tournoi masculin                    | Compétition hommes                            | Quart de finale           | Espagne 92-67 France                                                       |            |
| 14 h 35 |                       | BMX Course masculine                            | Compétition hommes                            | Tour préliminaire         | -                                                                          | -          |
| 15 h    |                       | Équitation Saut d'obstacles par équipes         | Compétition mixte (hommes et femmes ensemble) | Finale                    | France · États-Unis · Allemagne                                            |            |
| 15 h    |                       | Plongeon Haut-vol à 10 mètres                   | Compétition femmes                            | Éliminatoires             | -                                                                          | -          |
| 15 h    |                       | Taekwondo Poids mouches (-49 kg)                | Compétition femmes                            | Quarts de finale          | -                                                                          | -          |
| 15 h 15 |                       | Taekwondo Poids mouches (-58 kg)                | Compétition hommes                            | Quarts de finale          | -                                                                          | -          |
| 16 h    |                       | Football Tournoi masculin                       | Compétition hommes                            | Demi-finale               | Allemagne 2-0 Nigeria                                                      |            |
| 16 h    |                       | Lutte Lutte libre (-48 kg)                      | Compétition femmes                            | Repêchages                | -                                                                          | -          |
| 16 h    |                       | Lutte Lutte libre (-58 kg)                      | Compétition femmes                            | Repêchages                | -                                                                          | -          |
| 16 h    |                       | Lutte Lutte libre (-69 kg)                      | Compétition femmes                            | Repêchages                | -                                                                          | -          |
| 16 h    |                       | Lutte Lutte libre (-48 kg)                      | Compétition femmes                            | Finale                    | Eri Tosaka · Mariya Stadnik · Sun Yanan et Elitsa Yankova                  |            |
| 16 h    |                       | Lutte Lutte libre (-58 kg)                      | Compétition femmes                            | Finale                    | Kaori Icho · Valeria Koblova · Marwa Amri et Sakshi Malik                  |            |
| 16 h    |                       | Lutte Lutte libre (-69 kg)                      | Compétition femmes                            | Finale                    | Sara Dosho · Natalia Vorobieva · Jenny Fransson et Elmira Syzdykova        |            |
| 16 h 30 |                       | Water-polo Tournoi féminin                      | Compétition femmes                            | Demi-finale               | Hongrie 10-14 États-Unis                                                   |            |
| 17 h    |                       | Handball Tournoi masculin                       | Compétition hommes                            | Quart de finale           | Danemark 37- 30 Slovénie                                                   |            |
| 17 h    |                       | Hockey sur gazon Tournoi féminin                | Compétition femmes                            | Demi-finale               | Nouvelle-Zélande 0-3 Grande-Bretagne                                       |            |
| 17 h    |                       | Taekwondo Poids mouches (-49 kg)                | Compétition femmes                            | Demi-finales              | -                                                                          | -          |
| 17 h 15 |                       | Taekwondo Poids mouches (-58 kg)                | Compétition hommes                            | Demi-finales              | -                                                                          | -          |
| 17 h 45 |                       | Athlétisme Décathlon                            | Compétition hommes                            | Saut en hauteur           | -                                                                          | -          |
| 18 h    |                       | Volley-ball Tournoi masculin                    | Compétition hommes                            | Quart de finale           | Italie 3-0 Iran                                                            |            |
| 18 h 45 |                       | Basket-ball Tournoi masculin                    | Compétition hommes                            | Quart de finale           | États-Unis 105-78 Argentine                                                |            |
| 19 h 30 |                       | Tennis de table Par équipes                     | Compétition hommes                            | Finale                    | Chine 3-1 Japon                                                            |            |
| 20 h    |                       | Taekwondo Poids mouches (-49 kg)                | Compétition femmes                            | Repêchages                | -                                                                          | -          |
| 20 h 15 |                       | Taekwondo Poids mouches (-58 kg)                | Compétition hommes                            | Repêchages                | -                                                                          | -          |
| 20 h 30 |                       | Athlétisme Lancer du javelot                    | Compétition hommes                            | Qualifications (groupe A) | -                                                                          | -          |
| 20 h 30 |                       | Handball Tournoi masculin                       | Compétition hommes                            | Quart de finale           | Croatie 27-30 Pologne                                                      |            |
| 20 h 45 |                       | Athlétisme 100 mètres haies                     | Compétition femmes                            | Demi-finales              | -                                                                          | -          |
| 21 h    |                       | Taekwondo Poids mouches (-49 kg)                | Compétition femmes                            | Petite finale             | Yasmina Aziez 2-7 Patimat Abakarova                                        |            |
| 21 h 15 |                       | Athlétisme Saut en longueur                     | Compétition femmes                            | Finale                    | Tianna Bartoletta · Brittney Reese · Ivana Španović                        |            |
| 21 h 15 |                       | Taekwondo Poids mouches (-58 kg)                | Compétition hommes                            | Petite finale             | Luisito Pie 6-5 Jesús Tortosa                                              |            |
| 21 h 20 |                       | Athlétisme Décathlon                            | Compétition hommes                            | 400 mètres                | -                                                                          | -          |
| 21 h 30 |                       | Taekwondo Poids mouches (-49 kg)                | Compétition femmes                            | Petite finale             | Panipak Wongpattanakit 15-3 Itzel Manjarrez                                |            |
| 21 h 45 |                       | Taekwondo Poids mouches (-58 kg)                | Compétition hommes                            | Petite finale             | Kim Tae-hun 7-5 Carlos Navarro                                             |            |
| 21 h 55 |                       | Athlétisme Lancer du javelot                    | Compétition hommes                            | Qualifications (groupe B) | -                                                                          | -          |
| 22 h    |                       | Athlétisme 200 mètres                           | Compétition hommes                            | Demi-finales              | -                                                                          | -          |
| 22 h    |                       | Beach-volley Tournoi féminin                    | Compétition femmes                            | Petite finale             | Larissa / Talita 1-2 Ross / Walsh Jennings                                 |            |
| 22 h    |                       | Beach-volley Tournoi féminin                    | Compétition femmes                            | Finale                    | Ludwig / Walkenhorst 2-0 Ágatha / Bárbara                                  |            |
| 22 h    |                       | Taekwondo Poids mouches (-49 kg)                | Compétition femmes                            | Finale                    | Tijana Bogdanović 6-7 Kim So-hui                                           |            |
| 22 h 15 |                       | Basket-ball Tournoi masculin                    | Compétition hommes                            | Quart de finale           | Croatie 83-86 Serbie                                                       |            |
| 22 h 15 |                       | Taekwondo Poids mouches (-58 kg)                | Compétition hommes                            | Finale                    | Zhao Shuai 6-4 Tawin Hanprab                                               |            |
| 22 h 15 |                       | Volley-ball Tournoi masculin                    | Compétition hommes                            | Quart de finale           | Brésil 3-1 Argentine                                                       |            |
| 22 h 30 |                       | Athlétisme 200 mètres                           | Compétition femmes                            | Finale                    | Elaine Thompson · Dafne Schippers · Tori Bowie                             |            |
| 22 h 55 |                       | Athlétisme 100 mètres haies                     | Compétition femmes                            | Finale                    | Brianna Rollins · Nia Ali · Kristi Castlin                                 |            |

## Tableau des médailles provisoire
Après les finales du 17 août :
- Pays organisateur (Brésil)

| Rang  | Nation                           | Or  | Argent | Bronze | Total |
| ----- | -------------------------------- | --- | ------ | ------ | ----- |
| 1     | États-Unis                       | 30  | 32     | 31     | 93    |
| 2     | Grande-Bretagne                  | 19  | 19     | 11     | 49    |
| 3     | Chine                            | 19  | 15     | 19     | 53    |
| 4     | Russie                           | 12  | 14     | 14     | 40    |
| 5     | Allemagne                        | 10  | 8      | 8      | 26    |
| 6     | Japon                            | 10  | 5      | 20     | 35    |
| 7     | France                           | 8   | 11     | 10     | 29    |
| 8     | Italie                           | 8   | 9      | 6      | 23    |
| 9     | Australie                        | 8   | 7      | 9      | 24    |
| 10    | Pays-Bas                         | 8   | 4      | 3      | 15    |
| 11    | Corée du Sud                     | 7   | 3      | 6      | 16    |
| 12    | Hongrie                          | 6   | 3      | 4      | 13    |
| 13    | Kenya                            | 4   | 3      | 0      | 7     |
| 14    | Espagne                          | 4   | 1      | 2      | 7     |
| 15    | Jamaïque                         | 4   | 0      | 2      | 6     |
| 16    | Brésil                           | 3   | 5      | 4      | 12    |
| 17    | Canada                           | 3   | 2      | 9      | 14    |
| 18    | Croatie                          | 3   | 2      | 0      | 5     |
| 19    | Nouvelle-Zélande                 | 2   | 5      | 1      | 8     |
| 20    | Kazakhstan                       | 2   | 3      | 6      | 11    |
| 21    | Corée du Nord                    | 2   | 3      | 3      | 8     |
| 22    | Cuba                             | 2   | 2      | 4      | 8     |
| 23    | Pologne                          | 2   | 2      | 2      | 6     |
| 23    | Thaïlande                        | 2   | 2      | 2      | 6     |
| 25    | Colombie                         | 2   | 2      | 0      | 4     |
| 26    | Belgique                         | 2   | 1      | 2      | 5     |
| 26    | Suisse                           | 2   | 1      | 2      | 5     |
| 28    | Grèce                            | 2   | 1      | 1      | 4     |
| 29    | Argentine                        | 2   | 1      | 0      | 3     |
| 30    | Ouzbékistan                      | 2   | 0      | 4      | 6     |
| 31    | Iran                             | 2   | 0      | 3      | 5     |
| 32    | Afrique du Sud                   | 1   | 5      | 0      | 6     |
| 33    | Suède                            | 1   | 4      | 2      | 7     |
| 33    | Ukraine                          | 1   | 4      | 2      | 7     |
| 35    | Danemark                         | 1   | 3      | 5      | 9     |
| 36    | Arménie                          | 1   | 3      | 0      | 4     |
| 37    | Biélorussie                      | 1   | 2      | 2      | 5     |
| 38    | Slovénie                         | 1   | 2      | 1      | 4     |
| 39    | Indonésie                        | 1   | 2      | 0      | 2     |
| 40    | République tchèque               | 1   | 1      | 5      | 7     |
| 41    | Éthiopie                         | 1   | 1      | 3      | 5     |
| 41    | Géorgie                          | 1   | 1      | 3      | 5     |
| 43    | Roumanie                         | 1   | 1      | 2      | 4     |
| 44    | Serbie                           | 1   | 1      | 1      | 3     |
| 45    | Bahreïn                          | 1   | 1      | 0      | 2     |
| 45    | Slovaquie                        | 1   | 1      | 0      | 2     |
| 45    | Viêt Nam                         | 1   | 1      | 0      | 2     |
| 48    | Taipei chinois                   | 1   | 0      | 2      | 3     |
| 49    | Athlètes olympiques indépendants | 1   | 0      | 1      | 2     |
| 50    | Bahamas                          | 1   | 0      | 0      | 1     |
| 50    | Fidji                            | 1   | 0      | 0      | 1     |
| 50    | Kosovo                           | 1   | 0      | 0      | 1     |
| 50    | Porto Rico                       | 1   | 0      | 0      | 1     |
| 50    | Singapour                        | 1   | 0      | 0      | 1     |
| 55    | Azerbaïdjan                      | 0   | 3      | 4      | 7     |
| 56    | Malaisie                         | 0   | 2      | 1      | 2     |
| 56    | Turquie                          | 0   | 2      | 1      | 3     |
| 58    | Irlande                          | 0   | 2      | 0      | 2     |
| 59    | Lituanie                         | 0   | 1      | 2      | 3     |
| 60    | Mongolie                         | 0   | 1      | 1      | 2     |
| 61    | Algérie                          | 0   | 1      | 0      | 1     |
| 61    | Grenade                          | 0   | 1      | 0      | 1     |
| 61    | Philippines                      | 0   | 1      | 0      | 1     |
| 61    | Qatar                            | 0   | 1      | 0      | 1     |
| 61    | Venezuela                        | 0   | 1      | 0      | 1     |
| 66    | Norvège                          | 0   | 0      | 3      | 3     |
| 67    | Égypte                           | 0   | 0      | 2      | 2     |
| 67    | Israel                           | 0   | 0      | 2      | 2     |
| 67    | Tunisie                          | 0   | 0      | 2      | 2     |
| 70    | Autriche                         | 0   | 0      | 1      | 1     |
| 70    | Bulgarie                         | 0   | 0      | 1      | 1     |
| 70    | Émirats arabes unis              | 0   | 0      | 1      | 1     |
| 70    | Kirghizistan                     | 0   | 0      | 1      | 1     |
| 70    | Moldavie                         | 0   | 0      | 1      | 1     |
| 70    | Portugal                         | 0   | 0      | 1      | 1     |
| 70    | République dominicaine           | 0   | 0      | 1      | 1     |
| Total | Total                            | 215 | 215    | 242    | 672   |